# Las Meninas
Las Meninas (Nederlands: De hofdames) is de titel van een olieverfschilderij van de Spaanse kunstschilder Diego Velázquez uit 1656. Het tafereel is geschilderd aan het Spaanse hof, met centraal vooraan de infante Margaretha, dochter van Filips IV. Het werk bevindt zich in de collectie van het Museo Nacional del Prado in Madrid.

## Context
Velázquez werd geboren in een adellijke Portugese familie. Die voorname afkomst was belangrijk voor de carrière die hij later zou maken aan het Spaanse hof van Filips IV in Madrid. In 1622-1623 liet hij zich daar introduceren door zijn schoonvader. Hij werd benoemd tot "schilder des Konings" en zijn ster rees snel. In 1627 werd hij kamerbewaarder en in 1652 hofmaarschalk, in welke hoedanigheden hij ging over de kunstaankopen van de koning. Hij maakte kennis met Vlaamse (Peter Paul Rubens aan het Spaanse hof in 1628) en Hollandse meesters en reisde meermaals naar Italië, waar hij José de Ribera ontmoette. Met name de invloed van Ribera werkte door in zijn latere oeuvre en is bijvoorbeeld ook te zien in zijn Las Meninas, dat hij aan het einde van zijn loopbaan schilderde.

## Afbeelding
Las Meninas is een complex werk. De thematiek en compositie heeft altijd veel stof tot discussie gegeven. Gezien de grote afmeting en de figuren "van koninklijken bloede" die worden afgebeeld, lijkt het op het eerste gezicht een portret in de traditie van die tijd, maar bij nadere beschouwing blijkt al snel dat er een veelheid aan thema's in het werk verweven zijn.
Centraal op de voorgrond staat de vijfjarige Margaretha (Margarita van Oostenrijk) trots tussen haar hofdames. Rechts staan twee dwergen. Een van de hofdames knielt naast de prinses en de andere buigt zich naar haar toe, zodat het lijkt of ze de prinses in beweging houdt, met haar hoepelrok als draaipunt. Rechtsachter staat Margaretha's chaperonne, met nonnenkap, pratend met een mannelijke hoveling. Op de trap aan de achterkant staat de hoofdopzichter van het paleis even stil om door de geopende deur te kijken. Hij wordt fel afgetekend tegen de fel verlichte muur achter het deurgat, die extra diepte geeft aan het werk.

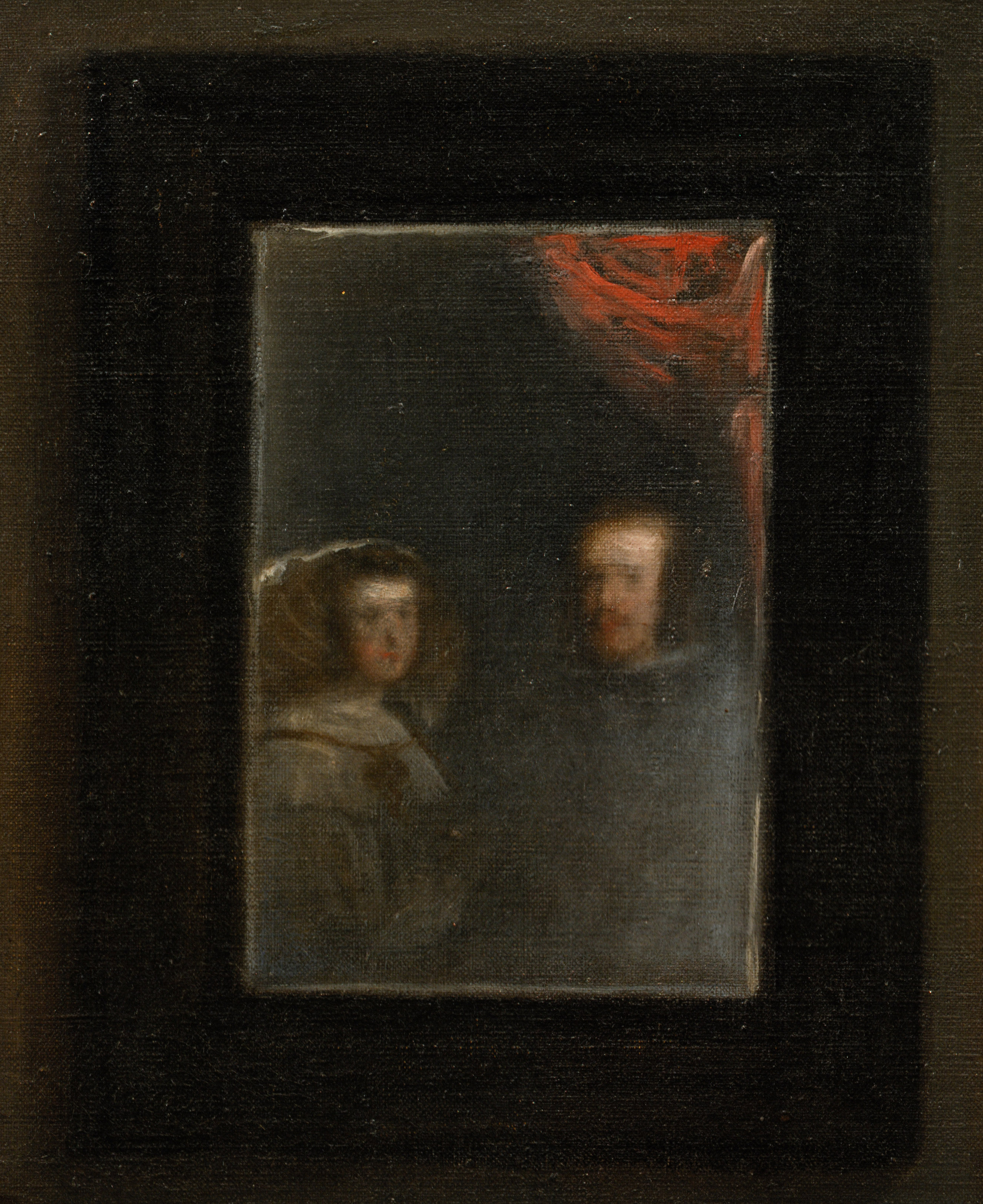
Filips IV en zijn vrouw Maria Anne van Oostenrijk in de centrale spiegel

Links op het schilderij, achter zijn ezel in zijn Madrileense atelier staat Velázquez zelf, bezig met een enorm schilderij. Boven het hoofd van de prinses, centraal in het schilderij, worden Filips IV en zijn vrouw gereflecteerd in een spiegel aan de achterwand. Klaarblijkelijk zitten ze op de voorgrond, op de plek van de kijker. Velázquez, die hen portretteert, kijkt hen aandachtig aan. Denkbaar is echter ook dat hij een portret maakt van Margaretha, terwijl haar ouders aanwezig zijn.

## Compositie en uitwerking
De ogenschijnlijk alledaagse scène is realistisch weergegeven en zorgvuldig geconstrueerd, met veel kennis van perspectief en geometrie. Een opvallend spel wordt gespeeld met licht en schaduw. De lichtinval lijkt vanuit meerdere bronnen te komen en valt glanzend op het haar van de meisjes, de hoepelrokken en de vacht van de hond. Ramen en luiken zijn gesloten tegen het daglicht, dat alleen aan de voorkant vol op de figuren valt. De achtergrond bevindt zich in de schaduw, verdiept door de grijzen en okers van plafond en muren. De subtiele kleuren van het werk zijn beperkt en verwant, en smelten samen in het zilverachtig licht.
De ruimtelijke structuur is zo ingericht dat de groep van Las Meninas tegenover Filips en zijn vrouw lijken te staan. Waar de visuele aandacht vooral naar Margaretha gaat lijken Filips en zijn vrouw het eigenlijke middelpunt van het schilderij. De spiegel waarin ze te zien zijn bevindt zich ook letterlijk in het centrum van het werk, op ooghoogte van de kijker. De kijker beseft daarmee meteen dat hij niet bij het tafereel hoort, want op hun plek staat het koningspaar. Door de toeschouwer aldus tot onderdeel van het schilderij te maken, en toch weer niet, creëert hij een bijzondere visuele illusie. Wat op het eerste gezicht een heel open schilderij lijkt, blijkt bij nadere beschouwing heel afgesloten te zijn. Dat wordt nog versterkt doordat de kijker niet in staat is om het schilderij waaraan Velázquez werkt te zien.
In de uitwerking wisselt Velázquez een losse penseelvoering af met een verfijnde techniek. Van dichtbij zijn grote verfklodders te zien, die op afstand samensmelten tot een levendig tafereel. Anderzijds zijn bijvoorbeeld de handen en gelaatstrekken uiterst gedetailleerd uitgewerkt in dun opgebrachte fijne verfstreken. Op de huid van de jonge meisjes ligt een zijdeachtige glans. Opvallend is ook de psychologisch perfect geraakte wijze waarop de schilder de verhoudingen binnen de groep weet te treffen.

## Invloed en waardering
Las Meninas wordt algemeen gezien als een hoogtepunt uit de toenmalige realistische schilderkunst. Veel kunstenaars werden in latere tijden nog door het schilderij geboeid. Zo was Édouard Manet onder de indruk van de wisselende penseelvoering, die hij zelf tot uitgangspunt van zijn eigen techniek maakte. Ook qua stijl zo verschillende schilders als Francisco Goya, Pablo Picasso, Salvador Dalí en John Singer Sargent maakten schilderijen die refereerden aan het hier besproken werk.

## Details

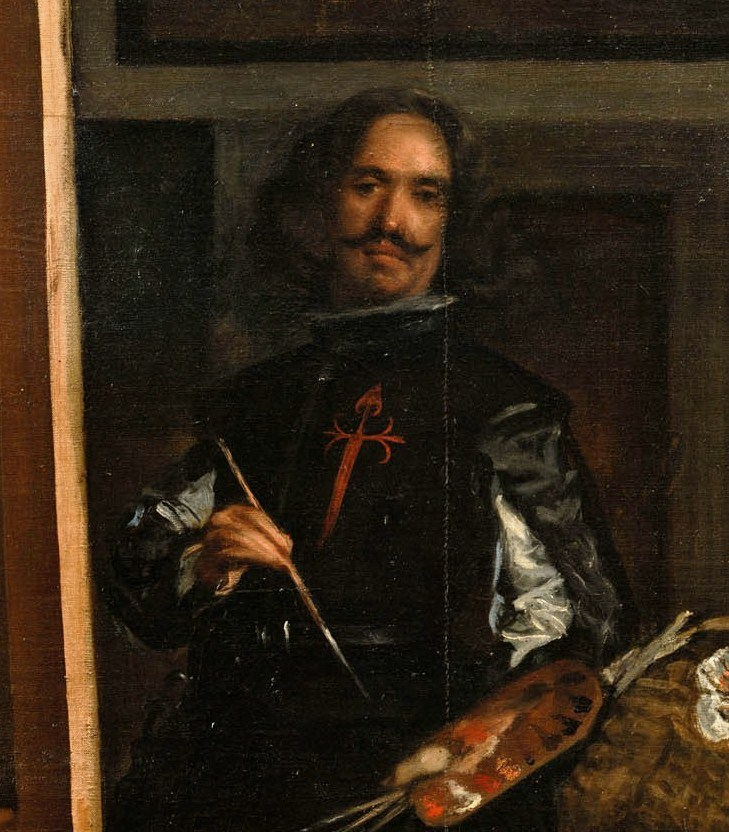
Zelfportret met het rode kruis van de Orde van Sint-Jacob van het Zwaard, waarmee Velázquez was onderscheiden
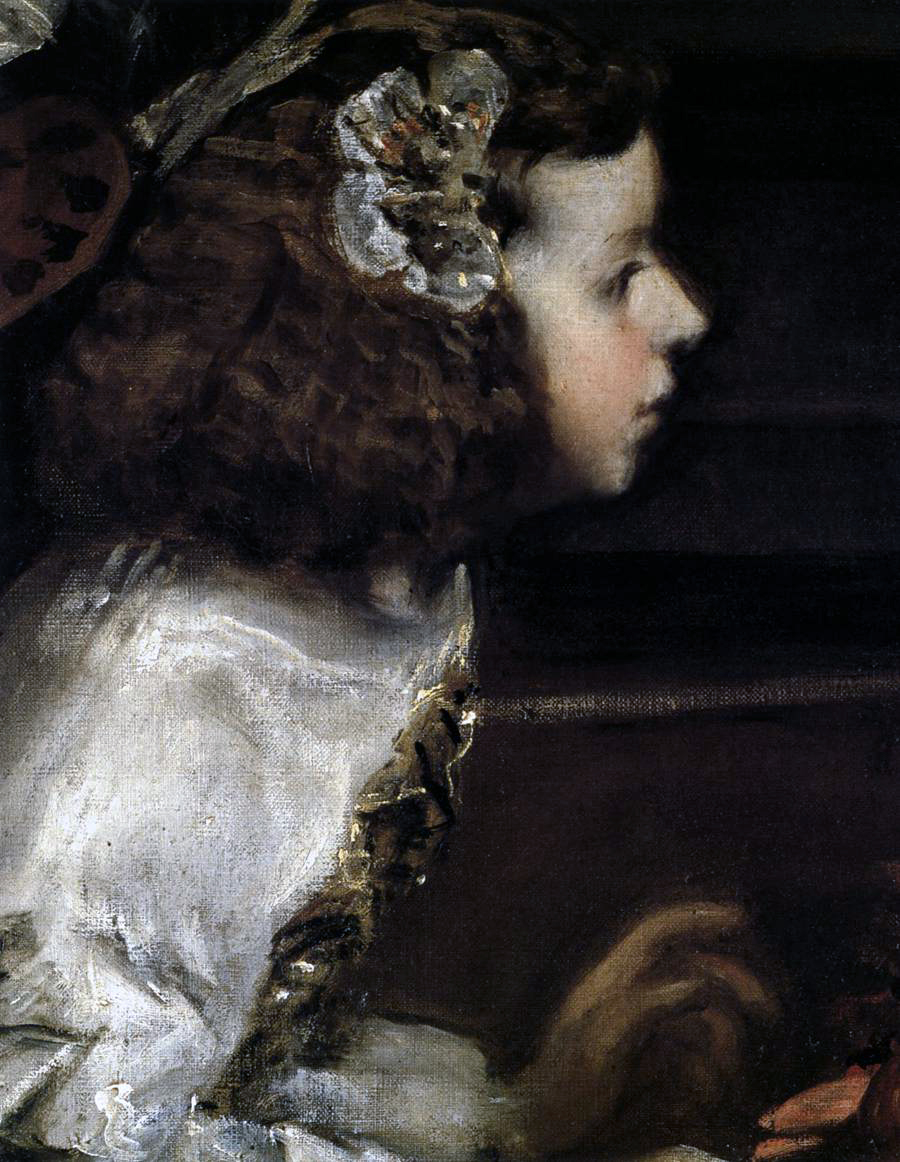
Hofdame María de Sotomayor, met het opvallend losse penseelwerk op haar jurk
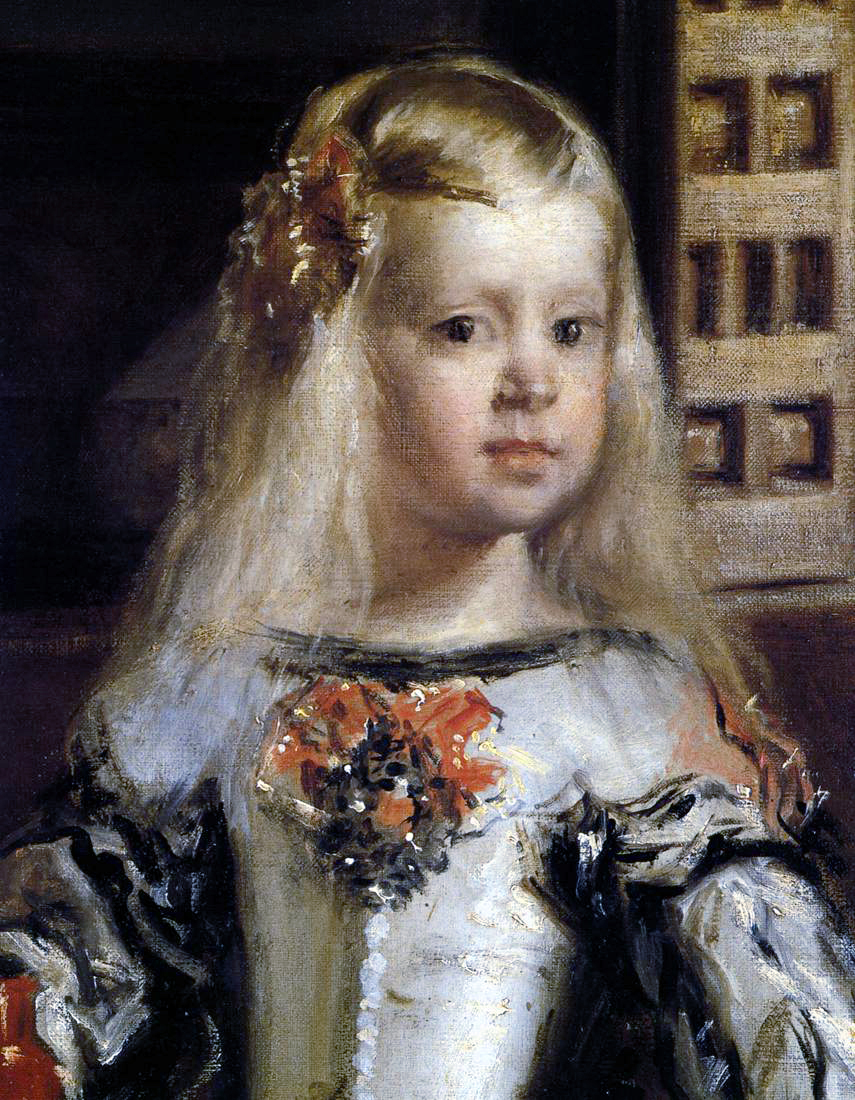
Margaretha. Haar linkerwang werd in 1734 grotendeels overgeschilderd na brandschade.
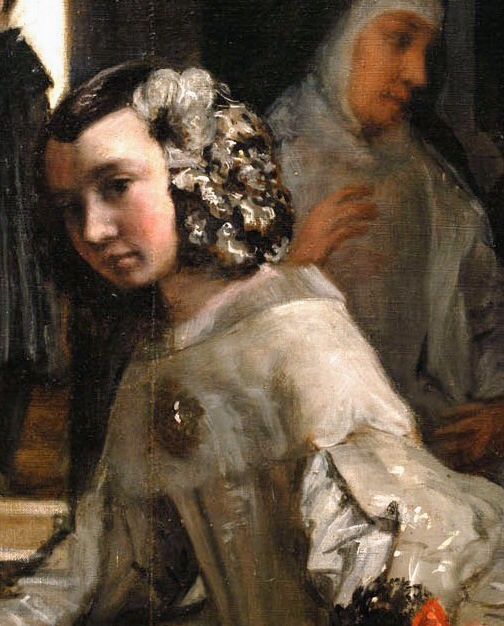
Hofdame doña Isabel de Velasco en achter haar Margaretha's chaperonne doña Marcela de Ulloa
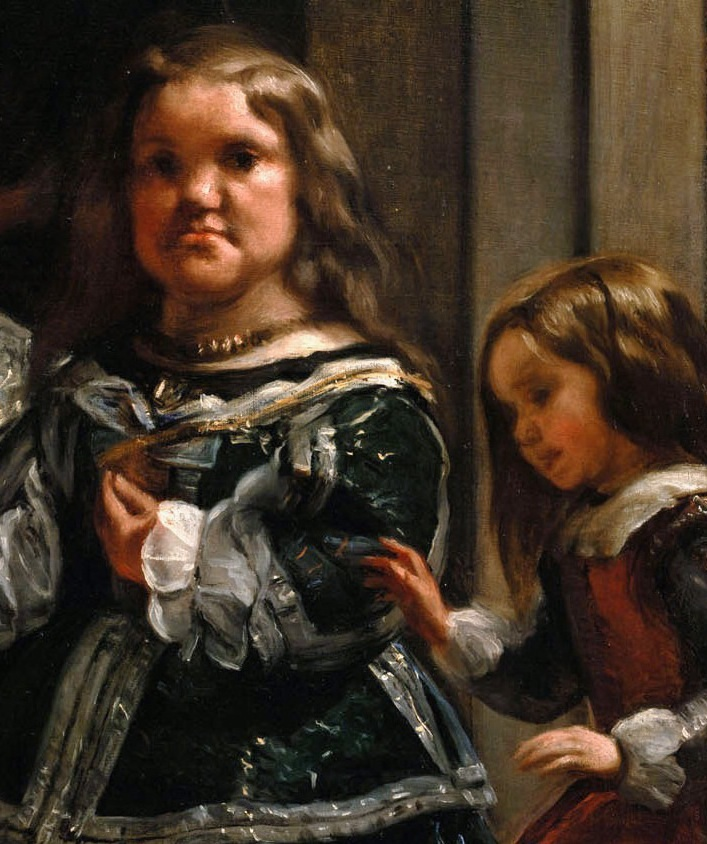
De hofdwergen, links Maribarbola, rechts de uit Italië afkomstige Nicolás "Nan" Pertusato, speelkameraadjes van Margaretha
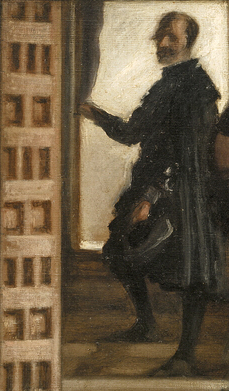
Opzichter Don José Nieto Velázquez, misschien een verwante van de schilder, in het deurgat